# آشنان
آشنان (یا آشنو) روستایی از توابع دهستان بهارستان، بخش مرکزی شهرستان نائین در استان اصفهان، ایران است. در منطقه معمولاً این روستا را با نام آشنو می‌شناسند.

## جمعیت
این روستا در حال حاضر ۱۴ نفر سکنه دارد که در قالب ۵ خانواده سکنی دارند. شغل مردم این روستا کشاورزی و دامداری است. در گذشته زنان روستا نیز قالیبافی می‌کرده‌اند که امروزه برقرار نیست. یک رشته قنات بسیار قدیمی به طول تقریبی ۱۱۰۰ متر و دارای ۳۰ حلقه چاه، منبع اصلی تأمین آب این روستا می‌باشد.
متاسفانه این روستای باقدمت در حال حاضر (سال۱۳۹۹) فاقد سکنه می باشد.

## موقعیت جغرافیایی
روستای آشنو از توابع دهستان بهارستان به مرکزیت روستای کجان است که در گذشته بخشی از شهرستان اردستان بوده لیکن از سال ۱۳۶۸ به بعد جزء دهستان بهارستان از شهرستان نائین قرار گرفته‌است. این روستا در دامنهٔ کوه رهی، شمال غربی روستای کجان و جنوب غربی روستای گلستان واقع شده‌است. سیلاب‌های فصلی ارتفاعات قرار گرفته در بخش غربی این روستا بعضاً تا نیستانک جاری می‌گردد.

## گویش محلی
مردم این روستا با گویش و لهجه محلی سخن می‌گویند. این گویش که مردم محلی آن را گویش گبری می‌نامند، ریشه تاریخی در گویش زرتشتیان دارد.

## تصاویر

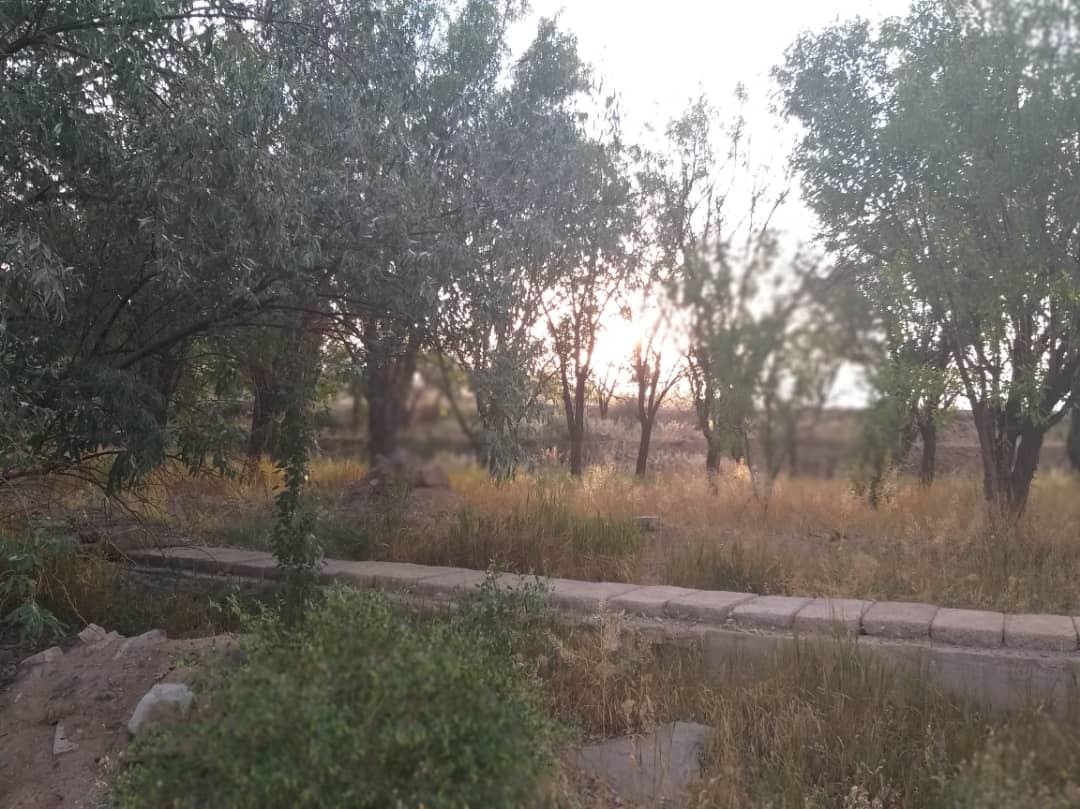
تصویر باغی در روستای آشنو از توابع شهرستان نائین استان اصفهان

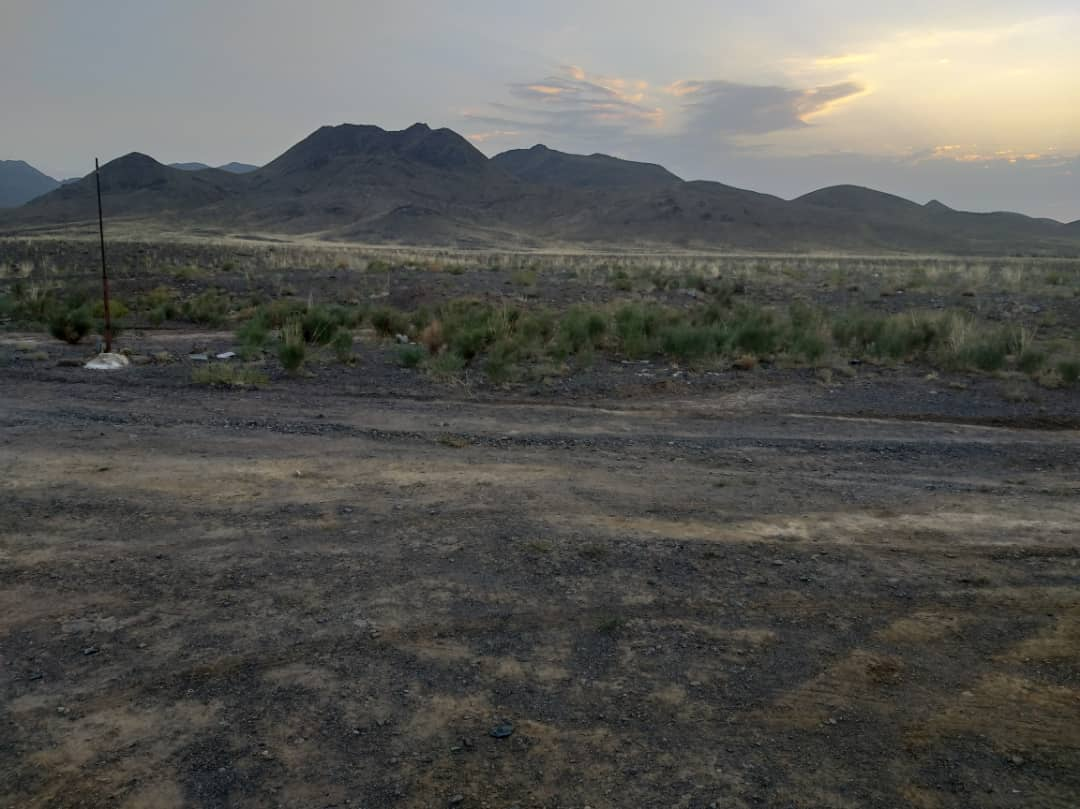
تصویر کوه‌های غربی روستای آشنو

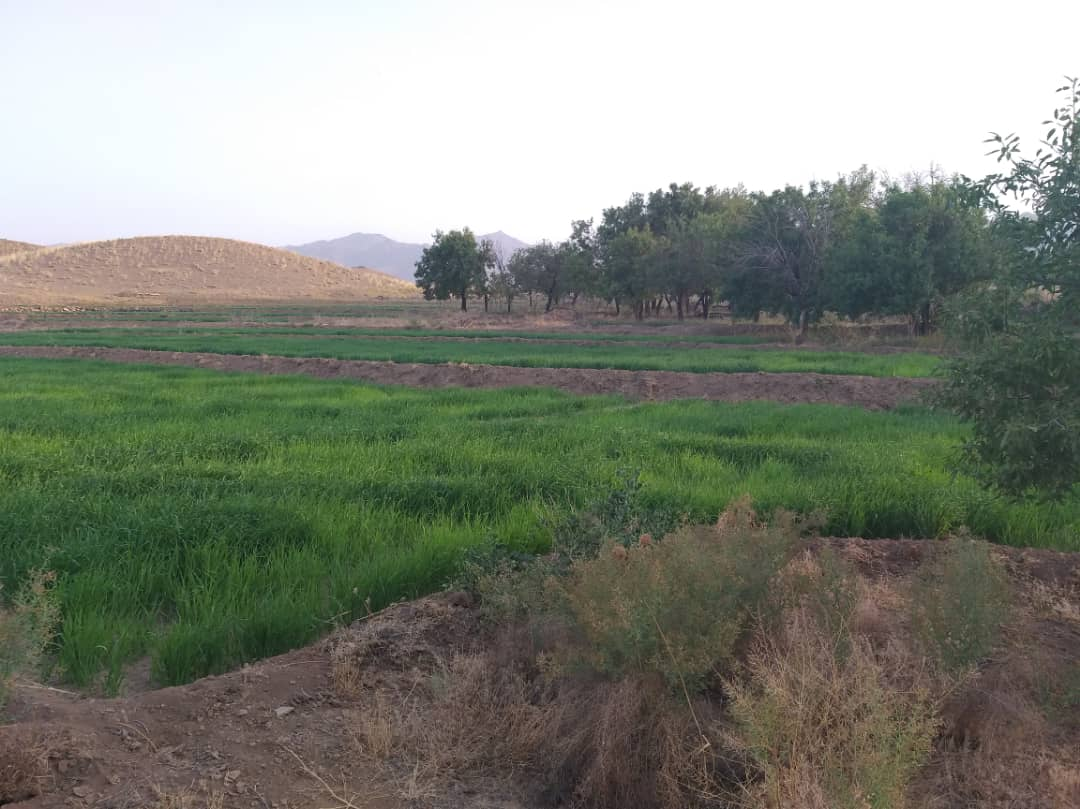
تصویر بخشی از مزارع روستای آشنو از توابع شهرستان نائین اصفهان

## نوشتارهای وابسته
- کجان
- دهستان بهارستان
- شهرستان نائین
- استان اصفهان
- ایران
- روستا
- روستاهای ایران
- فهرست روستاهای ایران